# Plymouth Reliant
El Plymouth Reliant o Dodge Dart Volare a Mèxic va ser un dels primers, juntament amb el Dodge Aries, anomenats "K-Cars" (usen la plataforma "Chrysler K"), fabricats per Chrysler. Presentat el 1981, el Reliant va substituir al Plymouth Volare, el qual va tenir una vida comercial molt curta com a substitut del popular Plymouth Valiant.
El Reliant i l'Aries han estat 2 models que van contribuir a la recuperació econòmica del grup Chrysler; a més van augmentar els nivells de qualitat estàndard dels cotxes fabricats per marques nacionals. La revista Motor Trend va atorgar-li el títol de cotxe de l'any del 1981.

## Informació general
Mides del Reliant
Batalla (Wheelbase): 2,547 m
Llargada (Length): 4,536 m
Amplada (Width): 1,727 m
Alçada (Height): 1,333 m

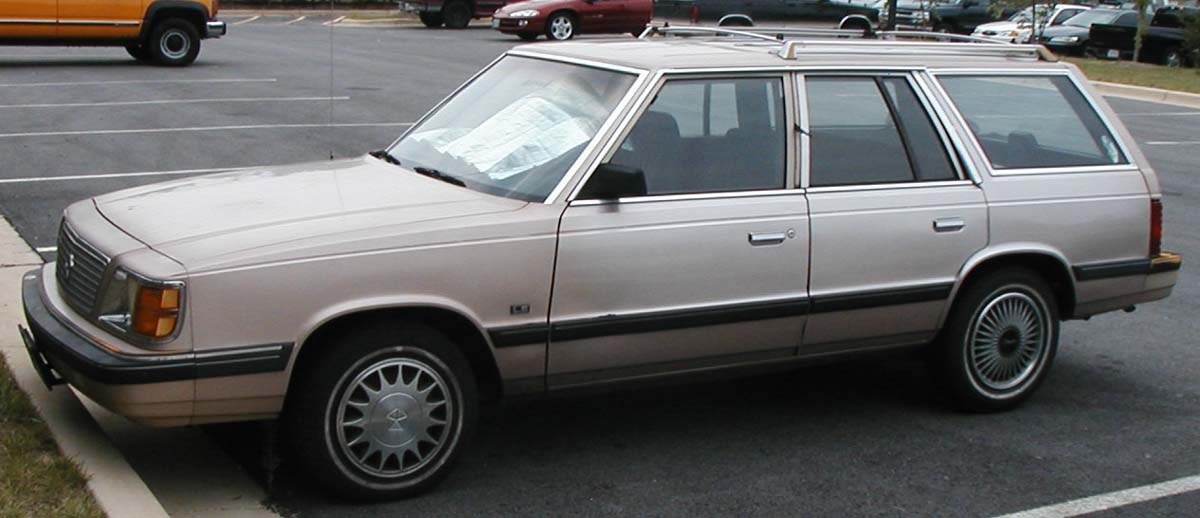
Plymouth Reliant familiar

Construït a les indústries de Newark, Delaware, Toluca, Mèxic i Detroit, Michigan, podia elegir-se amb 3 diferents versions: coupé de 2 portes, sedan de 4 portes i una versió familiar.
Mecànicament el model de Plymouth gaudia d'un assortiment de motors. La versió base era un 2.2L. En opció hi havia un 2.6L de Mitsubishi de 1981 a 1985 un 2.5L, però aquest va ser substituït per un 2.5L TBI degut als problemes de fiabilitat que tenia el motor nipó. També el 2.2L adoptarà un sistema d'injecció electrònica TBI.
Respecte de les transmissions, el Reliant gaudia d'un ampli assortiment de caixes de canvi:
Automàtica de 3 velocitats: Torqueflite A413 i Torqueflite A470
Manual de 4 velocitats: A460
Manual de 5 velocitats: A465, A520 i A525
| Any       | Motor                            | Potència | Torsió  |
| --------- | -------------------------------- | -------- | ------- |
| 1981-1985 | 2.2 L Chrysler K 2.2 I4          | 84 cv    | 150 N·m |
| 1985-1989 | 2.2 L Chrysler K 2.2 TBI I4      | 93 cv    | 165 N·m |
| 1986–1989 | 2.5 L Chrysler K 2.5 TBI I4      | 100 cv   | 183 N·m |
| 1981-1985 | 2.6 L Motor Mitsubishi Astron I4 | 92 cv    | 178 N·m |
| 1981-1985 | 2.6 L Motor Mitsubishi Astron I4 | 101 cv   | 189 N·m |

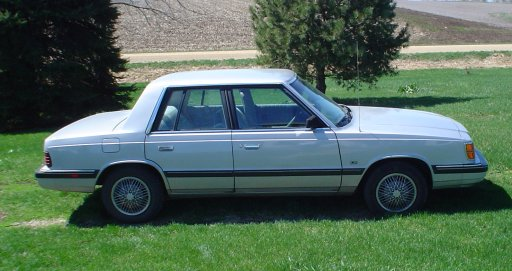
Plymouth Reliant del 1987

El motor 2.2L de carburació del Reliant del 1981 amb caixa manual de 4 velocitats cobria el 0-60 milles en 12,52 segons d'acord amb Motor Trend. El mateix 2.2L però amb sistema d'injecció electrònica i caixa automàtica feia el Reliant del 1988 cobrir el 0-60 milles en 10,6 segons, d'acord amb Car and Driver .
Models que competien amb el Reliant eren el Chevrolet Citation, Ford Tempo, Dodge Aries, Chrysler LeBaron entre d'altres.
Al 9 de desembre de 1988 van sortir els últims Reliant de fàbrica. El model de 1989 no era altre que el de 1988. El Reliant va ser substituït pel Plymouth Acclaim el 1989.
L'èxit dels "K-Cars" està motivat perquè eren barats, raonablement fiables i complien tot el que el fabricant anunciava, com un mitjà econòmic de transport per a 6 persones, per aquest motiu es diu que aquests cotxes van ajudar a millorar la situació econòmica de Chrysler. Ells van ser els que van fixar una nova era de cotxes més petits i més eficients en consum de tracció davantera, una tradició que avui dia segueix GM, Ford i Chrysler. I el Reliant hi ha participat un paper molt important, per exemple, en les vendes dels "K-Cars" (Reliant i Aries):
1985: 69.919
1986: 220.375
1987: 203.248
1988: 236.670
1989: 72.944